# ديريك سميث (لاعب كرة قدم أمريكية)
ديريك سميث (بالإنجليزية: Derek Smith)‏ هو لاعب كرة قدم أمريكية أمريكي، ولد في 18 يناير 1975 في أمريكان فورك في الولايات المتحدة.

## وصلات خارجية
- ديريك سميث على موقع مرجع كرة القدم المحترفة.كوم (الإنجليزية)